# American Film Institute
L'American Film Institute è un'organizzazione indipendente no-profit creata dalla National Endowment for the Arts, che fu fondata da George Stevens Jr. nel 1967, quando il Presidente degli Stati Uniti d'America Lyndon B. Johnson firmò il National Foundation on the Arts and the Humanities Act.

## Storia
L'American Film Institute concentra la sua opera sull'insegnamento, mediante l'AFI Conservatory, e sulla conservazione di vecchie pellicole, soggette a deterioramento con il tempo. Contrariamente al suo nome in realtà l'AFI non opera solamente sui film, ma anche sulla televisione.
Dal 1998, anno corrispondente al centesimo anniversario del primo film americano, l'AFI stila annualmente le AFI 100 Years... series, per celebrare e promuovere l'interesse nella storia del cinema.

## Life Achievement Award
Dal 1973 l'AFI assegna il Life Achievement Award a un individuo che, con la propria carriera nel cinema o nella televisione, abbia significativamente contribuito all'arricchimento della cultura americana.
Il premio alla carriera a Julie Andrews avrebbe dovuto esserle consegnato nel 2020, ma, vista la situazione provocata dalla pandemia di COVID-19, la cerimonia fu posticipata inizialmente al 2021 e poi, definitivamente, al 9 giugno 2022.
- 1973: John Ford
- 1974: James Cagney
- 1975: Orson Welles
- 1976: William Wyler
- 1977: Bette Davis
- 1978: Henry Fonda
- 1979: Alfred Hitchcock
- 1980: James Stewart
- 1981: Fred Astaire
- 1982: Frank Capra
- 1983: John Huston
- 1984: Lillian Gish
- 1985: Gene Kelly
- 1986: Billy Wilder
- 1987: Barbara Stanwyck
- 1988: Jack Lemmon
- 1989: Gregory Peck
- 1990: David Lean
- 1991: Kirk Douglas
- 1992: Sidney Poitier
- 1993: Elizabeth Taylor
- 1994: Jack Nicholson
- 1995: Steven Spielberg
- 1996: Clint Eastwood
- 1997: Martin Scorsese
- 1998: Robert Wise
- 1999: Dustin Hoffman
- 2000: Harrison Ford
- 2001: Barbra Streisand
- 2002: Tom Hanks
- 2003: Robert De Niro
- 2004: Meryl Streep
- 2005: George Lucas
- 2006: Sean Connery
- 2007: Al Pacino
- 2008: Warren Beatty
- 2009: Michael Douglas
- 2010: Mike Nichols
- 2011: Morgan Freeman
- 2012: Shirley MacLaine
- 2013: Mel Brooks
- 2014: Jane Fonda
- 2015: Steve Martin
- 2016: John Williams
- 2017: Diane Keaton
- 2018: George Clooney
- 2019: Denzel Washington
- 2022: Julie Andrews
- 2024: Nicole Kidman
- 2025: Francis Ford Coppola

### Record
La prima donna a ricevere l'American Film Institute Life Achievement Award è stata Bette Davis nel 1977.
Il primo non americano a ricevere il Life Achievement Award nel 1979 è stato Alfred Hitchcock, nato nel Regno Unito.
Il primo, e ad oggi unico, compositore ad aver ricevuto il Life Achievement Award è stato John Williams nel 2016.
La persona più anziana a ricevere il premio è stata Lillian Gish all'età di 91 anni, mentre il più giovane è stato Tom Hanks all'età di 46 anni.